# Мусаев, Олохан Исаевич
Олохан Исаевич Мусаев (авар. Мусаев Гӏолохъан Гӏисал вас; азерб. Oloxan İsayeviç Musayev) — азербайджанский спортсмен, чемпион летних Паралимпийских игр 2008 года в Пекине, чемпион мира 2007 и 2009 годов среди ампутантов и колясочников по толканию ядра. С 15 сентября 2008 года за ним остаются мировой, паралимпийский и азиатский рекорды (13.49 м) по этому виду спорта в категории «F56». На 2011 год является первым в мировом рейтинге в толкании ядра в своей категории

## Биография
Олохан Мусаев родился в 1979 году в селе Катех Белоканского района, Азербайджана. По национальности — аварец. С рождения — инвалид (повреждён спинной мозг).
На районном чемпионате по толканию ядра занял первое место. Позднее стал участвовать на чемпионатах Республики и в 2000 и 2003 годах стал чемпионом. Во время соревнования главные тренер сборной Азербайджана по пауэрлифтингу Вагиф Муседдиг заметил Мусаева и предложил ему заняться этим видом спорта, на что Олохан согласился. До 2006 года Олохан Мусаев участвовал в различных соревнованиях в пауэрлифтинге В этом же году участвовал на чемпионате мира в Малайзии, где судьями не был засчитан показанный Мусаевым результат. После возвращения на Родину начал вновь заниматься атлетикой.
В проходившем с 13 по 17 сентября 2007 года в Тайбэе чемпионате мира среди паралимпийцев, Мусаев толкнув ядро на 11,08 м стал чемпионом мира, заработав лицензию на Паралимпиаду 2008. Второе место занял спортсмен из Нидерландов, а третье — из Ирана.
На Паралимпиаде 2008 Мусаев представлял Азербайджан в толкании ядра. В состязаниях, проходивших 15 сентября всего участвовало 17 спортсменов, среди которых были представители Польши, Чехии, США, России, Египта, Нидерландов, Греции, Словакии, Мексики, Германии, Ирана. В первой попытке Олохан бросил снаряд на 13,32, во второй — на 13,49 м, установив новый мировой рекорд. Опередить его никто из спортсменов так и не смог. В итоге, занявший первое место Олохан, принёс Азербайджану вторую золотую медель. Эта медаль стала девятой медалью, заработанной азербайджанскими спортсменами на Паралимпиаде. Серебряным призёром стал Шворцжевски из Польши (его лучший результат 11,95 м). Толкнувший ядро на 11,55 м атлет из Чехии занял третье место.
4 марта 2009 года Олохан Мусаев был удостоен специальной олимпийской стипендии президента Азербайджанской Республики.
В проходившем с 25 по 30 ноября 2009 года в Бангалоре (Индия) чемпионате мира среди паралимпийцев, Мусаев толкнув ядро на 12,99 м второй раз стал чемпионом мира. Второе место занял спортсмен из России, а третье — из Польши.
На чемпионате мира 2011 года, проходившем в Новой Зеландия, в городе Кристчёрч Олохан Мусаев занял 6-е место, толкнув ядро дальше всех остальных (на 12.54 м). В этом же году на Всемирных играх, проходивших в городе Шарджа и являвшихся лицензионным турниром к Лондонской Паралимпиаде 2012, Мусаев занял первое место в толкании ядра (12,08 м, азиатский рекорд) и второе место в метании диска (38,56 м).
Мусаев также представлял Азербайджан на Паралимпийских играх 2012 в Лондоне. На этих играх в толкании ядра Мусаев занял 9-е, в метании диска — 4-е место. В метании диска Мусаев имел все шансы выиграть медаль. Он долгое время шёл третьим с результатом 41.77. Однако взойти на пьедестал почета ему помешал иранец Али Мохаммед, показавший 41.98 в шестой попытке.
В 2014 году завоевал золото чемпионата Европы в Суонси в метании диска в категории F56.
В 2016 году по  случаю 20-летнего юбилея создания Национального паралимпийского комитета Азербайджанской Республики и за заслуги в развитии паралимпийского движения в Азербайджане Мусаев в соответствии с распоряжением президента Азербайджана был награждён «Почётным дипломом Президента Азербайджанской Республики». В этом же году представлял Азербайджан на Паралимпийских играх 2016 в Рио-де-Жанейро. На этих играх в метании диска Мусаев занял 4-е место с результатом в 40,93 м.
На Паралимпийских играх 2020 Мусаев был знаменосцем сборной Азербайджана. На этих играх Олохан выступал в олкании ядра и метании диска. В финале класса F55 соревнований по толканию ядра Мусаев стал пятым, толкнув ядро на 11,89 метров. Через три дня Мусаев выступил в соревновании по метанию диска (F56) и с результатом 37,92 метра стал седьмым среди восьми участников.
В июле 2023 года занял 4-е место в толкании ядра на чемпионате мира в Париже, завоевав тем самым первую лицензию для Азербайджана на Паралимпийские игры 2024 в Париже.

## Семья
Женат, имеет двоих детей. Сын, Гаджи Мусаев, также спортсмен, занимается пулевой стрельбой, выиграл бронзу на молодёжном чемпионате Европы в феврале 2024 года в Дьоре.